# Ploumagoar
Ploumagoar település Franciaországban, Côtes-d’Armor megyében. Lakosainak száma 5418 fő (2022. január 1.). Ploumagoar Saint-Péver, Coadout, Grâces, Guingamp, Lanrodec, Saint-Adrien, Saint-Agathon és Saint-Jean-Kerdaniel községekkel határos.

## Népesség
A település népességének változása:
| Lakosok száma | 3092 | 4563 | 4567 | 4794 | 5294 | 5372 | 5434 | 5409 | 5405 | 5418 |
|               | 1968 | 1982 | 1990 | 2006 | 2013 | 2015 | 2017 | 2019 | 2020 | 2022 |